# Metoda elementów skończonych

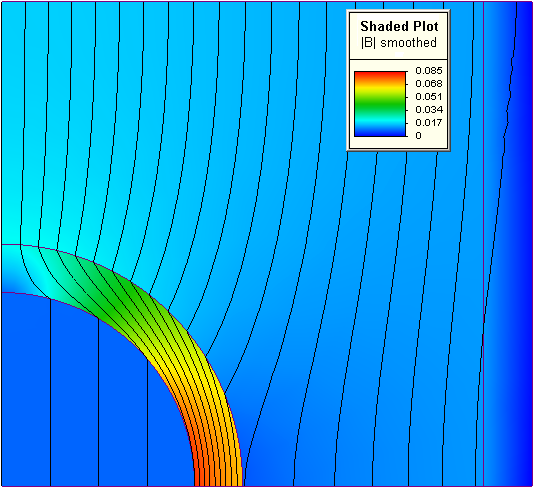
Przykład dwuwymiarowego rozwiązania magnetostatycznego (linie oznaczają kierunek indukcji magnetycznej, a kolor jej wartość)

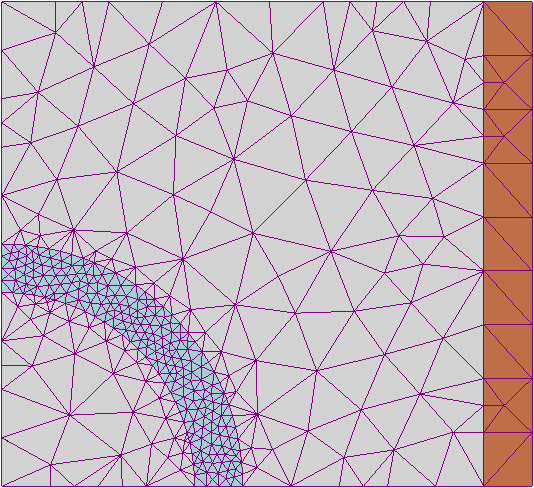
Przykład dwuwymiarowej dyskretyzacji dla rozwiązania powyżej (z zagęszczeniem dyskretyzacji dookoła obiektu oraz z wymuszającą cewką po prawej stronie)

Model 3D rozprzestrzeniania się zanieczyszczeń w atmosferze – Pole stężenia zanieczyszczenia na powierzchni ziemi

Model 3D rozprzestrzeniania się zanieczyszczeń w atmosferze – Pole stężenia zanieczyszczenia w płaszczyźnie prostopadłej do powierzchni ziemi w odległości ok. 1 km od kominów

Metoda elementów skończonych, metoda elementu skończonego, MES (ang. finite element method, FEM) – zaawansowana metoda numerycznego rozwiązywania problemów brzegowych. Polega ona na zastosowaniu interpolacji (jedno-, dwu- lub trój-wymiarowej) poszukiwanej funkcji, na dyskretnym zbiorze jej węzłów, które powstają w wyniku dyskretyzacji dziedziny jej określoności na tzw. elementy skończone.
Istota metody polega na tym, że interpolacji dokonuje się za pomocą prostych funkcji bazowych o nośnikach zlokalizowanych tylko na najbliższych, sąsiadujących ze sobą elementach skończonych. Interpolację zdefiniowaną dla całej dziedziny określoności poszukiwanej funkcji otrzymuje się przez utworzenie wielomianu sklejanego z prostych i krótkich funkcji bazowych. Ten sposób interpolacji, w najprostszym przypadku, sprowadza się do interpolacji liniowej. W {\displaystyle R^{1}} bazę globalną tworzą funkcje łamane, przedziałowo liniowe, w {\displaystyle R^{2}} – powierzchnie złożone z płaskich trójkątów połączonych ze sobą krawędziami (rysunek obok), a w {\displaystyle R^{3}} – obszary wypełnione czworościanami stykające się wspólnymi ścianami.
Wielkościami podlegającymi wyznaczeniu w MES są niewiadome rzędne interpolowanej funkcji i jej pochodnych, występujące tylko w węzłach podziałowych.
Podstawową zaletą MES jest możliwość uzyskiwania rozwiązań dla obszarów o skomplikowanych kształtach, dla których nie jest możliwe przeprowadzenie ścisłych obliczeń analitycznych.
Jeśli obliczany model posiada symetrię kształtu i wymuszenia, wówczas można obliczać tylko część obiektu celem szybszego uzyskania wyników, tak jak to przedstawiono na rysunku obok.

## Zastosowanie
MES znajduje szerokie zastosowania w fizyce, a w szczególności w mechanice konstrukcji i mechanice ośrodków ciągłych. Z jej użyciem bada się wytrzymałość konstrukcji, symuluje ich odkształcenia, naprężenia i przemieszczenia, a także przepływ ciepła, przepływ cieczy.
Bada się również dynamikę, kinematykę i statykę maszyn, jak również oddziaływania elektrostatyczne, magnetostatyczne i elektromagnetyczne.
Metoda stosowana jest również do interpolowania wyników pomiarów wykonywanych na dyskretnym zbiorze punktów np. w meteorologii przy sporządzaniu map synoptycznych.

## Wiarygodność MES
Jak każda metoda numerycznej aproksymacji, metoda elementów skończonych wprowadza szereg możliwych błędów rozwiązania. Kilka najważniejszych to:
- błąd modelowania (zastosowany model matematyczny nie odzwierciedla dokładnie rzeczywistości)
- błąd wartości współczynników (przyjęte wartości współczynników równań różniczkowych cząstkowych i warunków brzegowych, czyli np. dane materiałowe, dane o interakcji obiektu ze światem zewnętrznym obarczone są błędem)
- błąd odwzorowania obszaru (obszar obliczeniowy nie odpowiada dokładnie rzeczywistemu obszarowi zajmowanemu przez analizowany obiekt)
- błąd numeryczny (błąd dyskretyzacji, zastosowana metoda aproksymacji wprowadza błąd w stosunku do rozwiązania dokładnego problemu wyjściowego)
- błąd zaokrągleń (ze względu na zastosowanie ograniczonej dokładności reprezentacji liczb w komputerze, rozwiązanie uzyskane programem komputerowym nie odpowiada rozwiązaniu przybliżonemu, które zostałoby otrzymane przy dokładnej reprezentacji liczb)

Po uzyskaniu rozwiązania wyniki należy poddać weryfikacji. W przypadku błędu modelowania mówimy o walidacji modelu. Model matematyczny jest opracowywany przez inżynierów, fizyków, matematyków – przeciętny użytkownik programów MES powinien sprawdzić jak dobrze zastosowany przez niego model matematyczny odwzorowuje rzeczywistość, np. jak wiele osób dotychczas stosowało ten model, jakie uzyskały wyniki itp.
Z kolei błędy wartości współczynników i błąd odwzorowania obszaru należą do fazy przygotowania danych do rozwiązywanego problemu. Matematyczna analiza sformułowania problemu może przynieść odpowiedź na pytanie jak wrażliwy jest model na zmiany powyższych parametrów, w jaki sposób zmiany parametrów wpływają na zmianę rozwiązania, czy wiedząc, że informacje o danych i obszarze obarczone są pewnym błędem nadal możemy zakładać, że rozwiązanie MES wystarczająco dokładnie opisuje badane zjawisko.
Błąd odwzorowania obszaru może wynikać nie tylko z błędu danych wejściowych przy definicji problemu, może zostać wprowadzony w fazie dyskretyzacji obszaru, czyli generowania siatki MES. Tutaj także analiza matematyczna zagadnienia może prowadzić do prób oszacowania jak duży jest błąd i w jaki sposób można go zmniejszyć.
Kolejnym typem błędu jest błąd numeryczny. MES jako metoda aproksymacji, w zdecydowanej większości zastosowań (poza niezwykle prostymi zadaniami) prowadzi do błędu dyskretyzacji. Błąd dyskretyzacji możemy określić jako różnicę rozwiązania dokładnego równania różniczkowego cząstkowego (lub mówiąc dokładniej zagadnienia brzegowego lub początkowo-brzegowego) i przybliżonego rozwiązania MES. W teorii MES bada się jaka jest zależność błędu numerycznego od sformułowania MES i parametrów rozwiązania, takich jak np. maksymalna wielkość elementów w siatce MES lub stopień wielomianów przyjętych jako funkcje kształtu.
Teoria dostarcza także informacji jak dla konkretnego zadania poprawić rozwiązanie. Mówimy wtedy o adaptacji zadania, polegającej najczęściej na modyfikacji siatki lub doboru funkcji kształtu. Zdecydowana większość współczesnych programów MES zawiera mechanizmy adaptacji. Ich zastosowanie polega najczęściej na wstępnym rozwiązaniu zadania, oszacowaniu popełnionego błędu numerycznego, a następnie modyfikacji zadania i ponownym rozwiązaniu. Informacje o procedurach szacowania błędu oraz procedurach modyfikacji zadania (siatki i aproksymacji) powinny znajdować się w dokumentacji programu MES. Ich znajomość jest często warunkiem koniecznym uzyskiwania wiarygodnych i dokładnych wyników za pomocą MES.
Ostatni typ błędu, błąd zaokrągleń jest specyficzny dla komputerowej realizacji algorytmów MES. Użytkownik powinien mieć świadomość, w których momentach obliczeń mogą pojawić się błędy zaokrągleń, jak bardzo są one istotne dla dokładności wyników i czy istnieją alternatywne algorytmy unikające tych błędów. Informacje takie powinny także znaleźć się w podręczniku użytkownika programu komputerowego MES.

## MES w mechanice

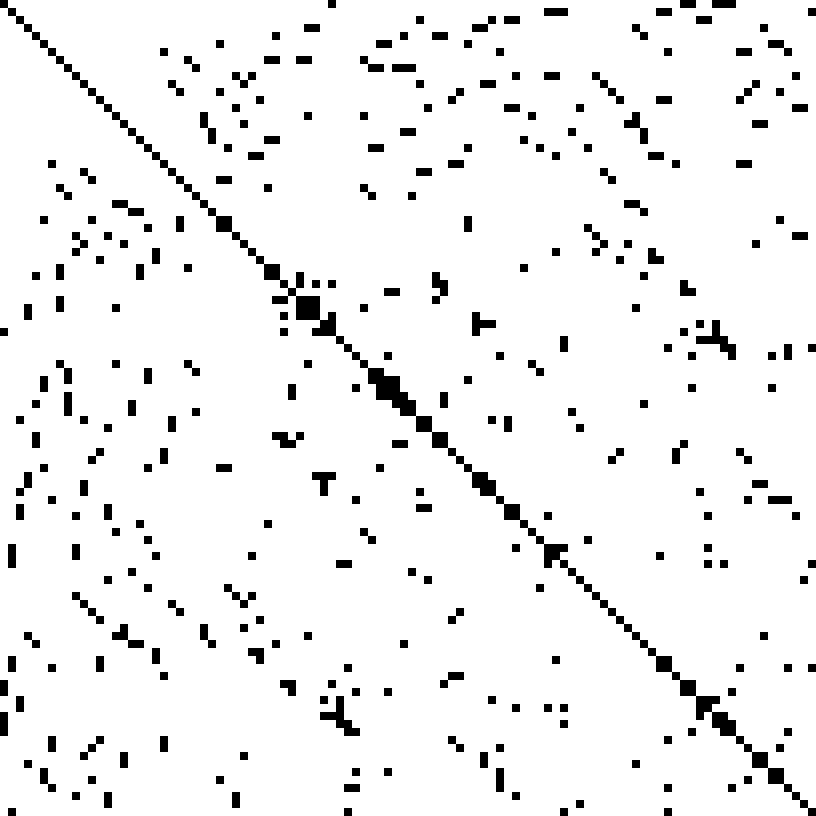
Przykład rzadkiej macierzy MES

Zastosowanie MES w mechanice oparte jest na poniższym równaniu macierzowym:
[M][u″]+[C][u′]+[K][u]=[F]
gdzie:
[M] = suma ([m]) – macierz bezwładności układu elementów skończonych równa sumie macierzy bezwładności poszczególnych elementów
[C] = suma ([c]) – macierz tłumienia układu elementów skończonych równa sumie macierzy tłumienia poszczególnych elementów
[K] = suma ([k]) – macierz sztywności układu elementów skończonych równa sumie macierzy sztywności poszczególnych elementów
[u″] – macierz kolumnowa przyspieszeń poszczególnych węzłów układu
[u′] – macierz kolumnowa prędkości poszczególnych węzłów układu
[u] – macierz kolumnowa przemieszczeń poszczególnych węzłów układu
[F] – macierz kolumnowa sił przyłożonych do ciała w węzłach układu elementów skończonych
Każdy element skończony sąsiaduje tylko z najbliższymi dla niego elementami, dzięki czemu macierz wynikowa (a więc i układ równań do rozwiązania) jest zazwyczaj bardzo rzadka. Taką sytuację uzyskuje się właśnie przez zastosowanie krótkich, lokalnych baz interpolacji, co w zdecydowany sposób poprawia uwarunkowanie układów równań metody.

## Wady i zalety
Podstawową zaletą MES jest możliwość uzyskiwania rozwiązań dla obszarów o skomplikowanych kształtach, dla których nie jest możliwe przeprowadzenie ścisłych obliczeń analitycznych.
Podział obszaru na coraz mniejsze elementy skutkuje zazwyczaj dokładniejszymi wynikami obliczeń, ale jest to okupione zwiększonym zapotrzebowaniem na moc obliczeniową komputera. Dodatkowo należy liczyć się z nakładającymi się błędami obliczeń wynikającymi z wielokrotnych przybliżeń (zaokrągleń) przetwarzanych wartości. Jeśli obszar składa się z kilkuset tysięcy elementów, które mają nieliniowe własności wówczas obliczenia muszą być odpowiednio modyfikowane w kolejnych iteracjach tak, aby końcowe rozwiązanie było poprawne. Dlatego też w wyjątkowych sytuacjach kumulujące się błędy obliczeniowe mogą okazać się niezaniedbywalne. Celem minimalizacji tych błędów pomiędzy różnymi wersjami tego samego problemu (np. zmiany parametrów materiałowych przy takich samych wymiarach) stosuje się identyczną dyskretyzację problemu tak, aby ewentualne błędy zaokrągleń były takie same, a ewentualne różnice w obliczeniach wynikały rzeczywiście ze zmian własności materiału.
Symulacje MES nie mogą być przeprowadzane w czasie rzeczywistym, ponieważ dla bardzo skomplikowanych układów rozwiązanie danego problemu może być bardzo długotrwałe (w zależności od stopnia skomplikowania i mocy obliczeniowej komputera czas ten może wynosić od kilku sekund do kilku dni, a nawet i dłużej). Dodatkowo, wartości obliczone metodą MES obarczone mogą być błędami, których wartość zależy od założeń przyjętych podczas formułowania problemu do rozwiązania, jak również i dokładności dostępnych danych materiałowych. Dlatego też, jeśli to tylko możliwe należy dane obliczone zweryfikować z danymi zmierzonymi na rzeczywistym urządzeniu lub układzie.